# بورس اوراق بهادار عراق
بورس اوراق بهادار عراق (ISX)، سابقاً بورس اوراق بهادار بغداد، یک بورس اوراق بهادار در بغداد، عراق است. این سازمان با دستور شماره ۷۴ حکومت ائتلاف موقت عراق به عنوان یک سازمان غیرانتفاعی مستقل در ۱۸ آوریل ۲۰۰۴ تأسیس شد. این دستور همچنین کمیسیون اوراق بهادار عراق و سپرده گذاری عراق را ایجاد کرد. بورس اوراق بهادار بخشی از توسعه کشور از یک اقتصاد دستوری متمرکز غیرشفاف به یک اقتصاد بازار آزاد از طریق یک بخش خصوصی پویا بود.
بورس اوراق بهادار عراق در ۲۴ ژوئن ۲۰۰۴ تأسیس و فعالیت خود را آغاز کرد.این سازمان تحت نظارت کمیسیون اوراق بهادار عراق، یک کمیسیون مستقل که از کمیسیون بورس و اوراق بهادار آمریکا الگوبرداری شده‌است، فعالیت می‌کند. این نهاد که بر هیئت رئیسه نظارت دارد، در ابتدا به عنوان پل ارتباطی بین بورس دولتی قبلی کشور و بورس مستقل جدید عمل کرد.

## پیشینه
قبل از حمله به عراق در سال ۲۰۰۳، بورس این کشور بورس بغداد نام داشت و توسط وزارت دارایی عراق اداره می‌شد. در حال حاضر این بورس یک تشکل خود انتظام مشابه بورس اوراق بهادار نیویورک است که متعلق به حدود ۵۰ کارگزاری عضو است.
از سال ۲۰۰۵، ISX تنها بورس اوراق بهادار عراق بود. در سال ۲۰۰۴ با ۱۵ شرکت افتتاح شد و اکنون بیش از ۱۰۰ شرکت را فهرست می‌کند. گردش مالی سهام در سال ۲۰۰۵ تقریباً ۵ میلیون دلار در هر جلسه تجاری بود. سهام عمده شامل بانک بغداد، شرکت نوشابه‌های غیرالکلی بغداد، شرکت فرش تافتد عراق، سنگ مرمر هادر، و کشاورزی آلترار بود.
خبرگزاری اسوات العراق هر جلسه معاملاتی را با گزارش‌های منتشر شده در وب به زبان‌های انگلیسی و عربی پوشش می‌دهد.

## رشد و پیشرفت
در ابتدا معامله با قلم و کاغذ بود. خریداران بر سر کارگزاران خود فریاد می‌زدند یا با آنها تماس می‌گرفتند، آنها نزدیک تخته سفید خود ایستاده بودند که قیمت خرید و فروش سهام هر شرکت را درج می‌کرد.
معاملات در سال ۲۰۰۶ برای چند ماه به دلیل خشونت به حالت تعلیق درآمد، و در معرض قطع برق قرار گرفت.
در سال ۲۰۰۶، ۹۲ جلسه معاملاتی (به‌طور متوسط ۲ جلسه در هفته)، ۵۷ میلیارد سهم (به ارزش ۱۴۶ میلیارد دینار) و ۳۸۰۰۰ نوبت معاملاتی انجام شد. زمان معاملات در حال حاضر شش ساعت در هفته است: یکشنبه، سه شنبه و پنجشنبه از ساعت ۱۰:۰۰ صبح تا ۱۲:۰۰ ظهر.
بورس اوراق بهادار عراق در ۲ اوت ۲۰۰۷ به روی سرمایه گذاران خارجی افتتاح شد. و تحت تأثیر بحران اقتصادی سال ۲۰۰۸ قرار نگرفته‌است.
در ۱۹ آوریل ۲۰۰۹، ISX به تجارت الکترونیکی روی آورد. در حال حاضر، تنها پنج شرکت برای تجارت الکترونیکی در دسترس هستند، اما تعداد بیشتری در طی چند ماه آینده اضافه خواهند شد.
در سه‌ماهه اول سال ۲۰۱۸، ISX به دلیل هجوم سرمایه‌گذاران تشویق شده به دلیل شکست دولت اسلامی، دارای یکی از بهترین عملکردها در جهان شد. شرکت‌های فهرست‌شده در بازار با پیش‌بینی بهبود اقتصادی به دلیل تحولات اخیر، ۱۰ درصد افزایش یافتند. این امر به ویژه از آنجایی قابل توجه است که این عملکرد نوساناتشدیدی را که بازارهای جهانی در همان دوره تجربه کردند، تاب آورد.
با این حال، ISX هنوز با تعدادی چالش مواجه است که شامل بی‌ثباتی سیاسی می‌شود که با کاهش ۷ درصدی ارزش در انتخابات ماه مه، درگیری‌های پراکنده، و قیمت نفت، در میان سایر نارضایتی‌های اقتصادی نشان داده شد.
بورس اوراق بهادار عراق یکی از اعضای فدراسیون بورس‌های اروپا و آسیا است.